# Infurcitinea media
Infurcitinea media är en fjärilsart som beskrevs av Walsingham 1907. Infurcitinea media ingår i släktet Infurcitinea och familjen äkta malar. Inga underarter finns listade i Catalogue of Life.